# Žutina
Žutina (lat. Chrysosplenium), rod puzavih trajnica iz porodice Saxifragaceae, raširen po gotovo cijeloj Euroaziji i Sjevernoj Americi, te na sjeveru Afrike i Južne Amerike.
Sedamdesetak vrsta je priznato. U Hrvatskoj su zabilježene dvije vrste nasuprotnolisna žutina (C. oppositifolium) i izmjeničnolisna žutina (C. alternifolium)

## Vrste
1. Chrysosplenium absconditicapsulum J.T.Pan
2. Chrysosplenium albertii Malyschev
3. Chrysosplenium album Maxim.
4. Chrysosplenium alpinum (Schur) Schur
5. Chrysosplenium alternifolium L.
6. Chrysosplenium americanum Schwein. ex Hook.
7. Chrysosplenium arunachalense Bhaumik
8. Chrysosplenium aulacocarpum Ernst
9. Chrysosplenium aureobracteatum Y.I.Kim & Y.D.Kim
10. Chrysosplenium axillare Maxim.
11. Chrysosplenium baicalense Maxim.
12. Chrysosplenium biondianum Engl.
13. Chrysosplenium carnosum Hook.f. & Thomson
14. Chrysosplenium cavaleriei H.Lév. & Vaniot
15. Chrysosplenium chinense (H.Hara) J.T.Pan
16. Chrysosplenium davidianum Decne. ex Maxim.
17. Chrysosplenium delavayi Franch.
18. Chrysosplenium dubium J.Gay ex Ser.
19. Chrysosplenium echinus Maxim.
20. Chrysosplenium epigealum J.W.Han & S.H.Kang
21. Chrysosplenium fauriei Franch.
22. Chrysosplenium filipes Kom.
23. Chrysosplenium flagelliferum F.Schmidt
24. Chrysosplenium flaviflorum Ohwi
25. Chrysosplenium forrestii Diels
26. Chrysosplenium funiushanensis S.Y.Wang
27. Chrysosplenium fuscopuncticulosum Z.P.Jien
28. Chrysosplenium giraldianum Engl.
29. Chrysosplenium glaberrimum W.T.Wang
30. Chrysosplenium glechomifolium Nutt.
31. Chrysosplenium glossophyllum H.Hara
32. Chrysosplenium grayanum Maxim.
33. Chrysosplenium griffithii Hook.f. & Thomson
34. Chrysosplenium hebetatum Ohwi
35. Chrysosplenium hydrocotylifolium H.Lév. & Vaniot
36. Chrysosplenium iowense Rydb.
37. Chrysosplenium japonicum (Maxim.) Makino
38. Chrysosplenium jienningense W.T.Wang
39. Chrysosplenium kamtschaticum Fisch. ex Ser.
40. Chrysosplenium kiotense Ohwi
41. Chrysosplenium lanuginosum Hook.f. & Thomson
42. Chrysosplenium lectus-cochleae Kitag.
43. Chrysosplenium lixianense Z.P.Jien ex J.T.Pan
44. Chrysosplenium macranthum Hook.
45. Chrysosplenium macrophyllum Oliv.
46. Chrysosplenium macrostemon Maxim. ex Franch. & Sav.
47. Chrysosplenium maximowiczii Franch. & Sav.
48. Chrysosplenium microspermum Franch.
49. Chrysosplenium nagasei Wakab. & H.Ohba
50. Chrysosplenium nepalense D.Don
51. Chrysosplenium nudicaule Bunge
52. Chrysosplenium oppositifolium L.
53. Chrysosplenium ovalifolium M.Bieb. ex Bunge
54. Chrysosplenium oxygraphoides Hand.-Mazz.
55. Chrysosplenium peltatum Turcz.
56. Chrysosplenium pilosum Maxim.
57. Chrysosplenium pseudopilosum Wakab. & Hid.Takah.
58. Chrysosplenium qinlingense Z.P.Jien ex J.T.Pan
59. Chrysosplenium ramosum Maxim.
60. Chrysosplenium rhabdospermum Maxim.
61. Chrysosplenium rimosum Kom.
62. Chrysosplenium rosendahlii Packer
63. Chrysosplenium sedakowii Turcz.
64. Chrysosplenium serreanum Hand.-Mazz.
65. Chrysosplenium sikangense H.Hara
66. Chrysosplenium singalilense H.Hara
67. Chrysosplenium sinicum Maxim.
68. Chrysosplenium taibaishanense J.T.Pan
69. Chrysosplenium tenellum Hook.f. & Thomson
70. Chrysosplenium tetrandrum (N.Lund) Th.Fr.
71. Chrysosplenium tosaense (Makino) Makino ex Sutô
72. Chrysosplenium trichospermum Edgew. ex Hook.f. & Thomson
73. Chrysosplenium uniflorum Maxim.
74. Chrysosplenium valdivicum Hook.
75. Chrysosplenium woroschilovii Netsaeva
76. Chrysosplenium wrightii Franch. & Sav.
77. Chrysosplenium wuwenchenii Z.P.Jien
78. Chrysosplenium zhangjiajieense X.L.Yu, Hui Zhou & D.S.Zhou